# ФК Черноморец (Балчик)
Вижте пояснителната страница за други значения на Черноморец.
Черноморец е футболен клуб от град Балчик, България. Създаден е през 1949 г. Участва в Североизточната Трета лига.

## История
В Балчик през отделни периоди са съществували различни футболни отбори. Първият от тях – „Стрела“ възниква през 1919 г., когато вследствие на неуспешните за България Междусъюзническа и Първа световна война, градът е в пределите на Румъния. През 40-те години на ХХ век, след подписването на Крайовската спогодба, във вече българския Балчик много популярен е спортният клуб „Генерал Колев“, носещ името на бележития военачалник, участвал в боевете за освобождението на Добруджа. След 1944 г. в страната се осъществяват множество реформи, засягащи спортното движение.
През лятото на 1949 г. в Балчик е създаден спортен клуб „Черноморец“, но през есента на същата 1949 г., той е разформирован поради реорганизация на спорта в страната и в града са създадени доброволни спортни организации на ведомствен принцип – „Динамо“, който е представителният футболен отбор на Балчик, ВВС, „Червено знаме“ и „Строител“. През 1957 г. те са обединени и футболният тим носи името „Сборен отбор“ – Балчик. През 1957 г., след поредната реформа в спорта, доброволните спортни организации в града са трансформирани в дружество за физическа култура и спорт „Черноморец“. През 1985 г. футболът се отделя от другите спортове на дружеството и се обособява като футболен клуб „Черноморец“, който започва да се развива самостоятелно.
В своята история „Черноморец“ играе предимно в аматьорските дивизии на българското футболно първенство. Първият успех идва през сезона 1976/77 г., когато е извоювана промоция за тогавашната Северна Б РФГ. Първият сезон във второто ниво на първенството обаче не е успешен и „Черноморец“ с актив от 32 точки (2 т. за победа) в 38 мача и голова разлика 37:58, оставайки на точка след отбора Септемврийска слава (Михайловград – днес Монтана), завършва на първото от местата в зоната на изпадащите отбори (17 място в класирането). Връщането в трета дивизия е донякъде следствие и на лош късмет – през същия сезон от А РФГ отпадат (на териториален принцип) отборите на „ЖСК-Спартак“ (Варна) и „Академик“ (Свищов), което увеличава броя на отборите отпадащи от северната Б РФГ от 3 на 4; поради същата причина от южната Б РФГ те са само 2.
През сезон 2006/07 тимът се състезава в Североизточната В група, но се отказва от участие в бараж за влизане в Източната Б група, преди началото на следващия сезон. През сезон 2007/08 г. „Черноморец“ печели за втори път промоция за втора дивизия, завършвайки втори в Североизточната В група. След 2 сезона и половина обаче, през февруари 2011 г., по финансови причини клубът е принуден да прекрати участието си в нея.
В периода 9 ноември 2014 – 27 март 2016 г., под ръководството на старши треньора Георги Иванов – Геша, „Черноморец“ печели последователно 37 мача в Североизточната В АФГ, което през сезон 2015/16 г. го прави пръв в крайното класиране. На 12 юни 2016 г. обаче клубът обявява, че отново по финансови причини няма да вземе участие в новосформираната Втора ПФЛ. През същия сезон – 2015/16 г. „Черноморец“ се класира на финала за Купата на аматьорската футболна лига, където губи от „Несебър“ с 0:2.
През сезон 2016/17 г. „Черноморец“ с 24 победи, 4 равни мача и без допусната загуба, отново завършва първи в Североизточната Трета АФЛ, печелейки за четвърти път промоция за втора дивизия. Едновременно с това, на 25 май 2017 г., „Черноморец“ печели Купата на аматьорската футболна лига, след победа на финала с 3:0 над „ЦСКА 1948“ – София, на стадион „Трейс арена“ в Стара Загора.
През сезон 2017/18 г. Черноморец успява да запази мястото си в единната, формат – 16 отбора Втора ПФЛ, с което на практика постига най-доброто класиране на клуба в историята му.
През сезон 2018.19 г. в турнира за националната купа, елиминирайки на 1/16 финалите първодивизионния Ботев (Враца) Черноморец за пръв път достига осминафиналната фаза, където обаче губи от Струмска слава (Радомир), С това е проигран шансът да бъдат достигнати дори полуфиналите - на четвъртфинала противникът би бил не непреодолимия, макар и първодивизионен Септември (София). В първенството, въпреки че е отново измъчван от финансови проблеми отборът отново бележи най-добро постижение в историята на клуба, завършвайки на седмо място в крайното класиране.

## Имена
- Черноморец (1949)
- Динамо (1949 – 1956)
- Сборен отбор Балчик (1956)
- Черноморец (от 1957 г.)

## Успехи
- Носител на Купата на Аматьорската футболна лига: 2016/17
  - Финалист – 2015/2016, 2024/2025
- Балчик къп: 2016
- Класиране в „Б“ група – 5 пъти (2007/2008, 2009/2010, 2015/2016, 2017/2018,2022/2023)
- Участия в „Б“ група – 7 сезона (1977/78 – 17 място, 2008/09 – 13 място, 2009/10 – 8 място, 2010/11 – не завършва, 2017/18 – 11 място, 2018/19 - 7 място, 2019/20 г. - 14 място ,2022/2023 - ?)
- 1/8 -финалист за националната купа – 2018/19
- 1/16-финалист за националната купа – 5 пъти (1977/78, 2002/03, 1977/09, 1977/10, 1977/11, 2017/18)

## Настоящ състав
Към 23 юни 2023 г.

## Сезони
| Сезон   | Име        | Група      | Място       | Нац. Купа |
|         |            |            |             |           |
| 2007–08 | Черноморец | В Група    | 2           |           |
| 2008-09 | Черноморец | Б Група    | 13          |           |
| 2009-10 | Черноморец | Б Група    | 8           |           |
| 2010-11 | Черноморец | Б Група    | не завършва |           |
| 2011-12 | Черноморец | В Група    | 10          |           |
| 2012-13 | Черноморец | В Група    | 7           |           |
| 2013-14 | Черноморец | В Група    | 13          |           |
| 2014-15 | Черноморец | В Група    | 2           |           |
| 2015-16 | Черноморец | В Група    | 1           |           |
| 2016-17 | Черноморец | Трета лига | 1           |           |
| 2017-18 | Черноморец | Втора лига | 11          |           |
| 2018-19 | Черноморец | Втора лига | 7           |           |